# Volodymyr Borysovych Groysman
Volodymyr Borysovych Groysman ou por vezes transcrito como Volodymyr Borysovych Hroisman (em ucraniano: Володимир Борисович Гройсман; iídiche: וואָלאָדימיר באָריסאָוויטש גרויסמאַן‎; n. Vinnytsia, Ucrânia, 20 de janeiro de 1978) é um político ucraniano e foi primeiro-ministro do país de 14 de abril de 2016 até 29 de agosto de 2019. Iniciou a sua trajetória política no ano 2002 como membro do partido Consciência da Ucrânia, com o qual conseguiu ser eleito presidente da câmara da sua cidade natal entre 2006 e 2014. Depois desse último ano, mudou de partido juntando-se ao Bloco Petro Poroshenko e exerceu como Ministro de Desenvolvimento Regional, Construção e Vida Comunitária e Vice-primeiro-ministro de política regional e deputado.

## Biografia

### Começos
Volodymyr Groysman nasceu em Vinnytsia numa família judaica o 20 de janeiro de 1978. Em 1994 ele começou a sua trajetória profissional como diretor comercial de uma pequena empresa privada de negócios chamada "OКO" e como diretor comercial da empresa privada "Youth".
Nas eleições regionais de 2002, foi eleito membro da assembleia municipal de Vinnytsia pelo distrito eleitoral nº29. Na assembleia municipal, trabalhou como chefe adjunto do Comitê Permanente dos Direitos Humanos, Legalidade, Atividades municipais e Ética. Em 2003, licenciou-se pela Academia Interregional de Gestão do Pessoal com especialidade em jurisprudência.
O 25 de novembro de 2005, foi eleito chefe da assembleia municipal. o 26 de março de 2006, nas eleições municipais de 2006, foi eleito presidente da câmara de Vinnytsia, tornando-se o presidente da câmara mais novo de um centro administrativo ucraniano. O 10 de outubro de 2010, nas eleições municipais de 2010, foi reeleito presidente da câmara para exerceu um segundo mandato como candidato do partido Consciência da Ucrânia, obtendo o apoio do 77,81% dos cidadãos. Enquanto presidente da câmara, Groysman foi o Vice-presidente da Associação das Cidades Ucranianas e da sociedade de Assuntos Legais.
Em fevereiro de 2010, Groysman graduou-se pela Academia Nacional da Administração do Estado com especialidade em Gestão do Desenvolvimento Comunitário, especialmente na gestão a nível local e regional.

### Ministro
O 27 de fevereiro de 2014, foi escolhido para ser vice-primeiro-ministro para a Política Regional e para o Ministério do Desenvolvimento Regional, da Construção, da Habitação e dos Serviços Comunitários da Ucrânia no primeiro governo de Yatsenyuk.
A coalizão parlamentária que apoiou este governo foi por água abaixo a 24 de julho de 2014, e no mesmo dia, o primeiro-ministro Arseniy Yatsenyuk anunciou que iria demitir imediatamente. Porém, a renuncia de Yatsenyuk não foi aceite pelo parlamento. Mesmo assim, o 25 de julho de 2014, o governo de Yatsenyuk escolheu Groysman como o seu primeiro-ministro em funções. Porém, o 31 de julho de 2014, a Verkhovna Rada rejeitou a demissão de Yatsenyuk porque só dezasseis dos quatrocentos e cinquenta deputados votaram favoravelmente à sua renuncia.

### Presidente da Verkhovna Rada
Nas eleições legislativas ucranianas de 2014, Groysman foi eleito para o parlamento depois de ter estado nos dez primeiros candidatos na lista eleitoral do Bloco Petro Poroshenko.
O 27 de novembro de 2014, na primeira sessão parlamentar do recentemente eleito parlamento, Groysman foi eleito presidente da Verkhovna Rada com 313 votos a favor. 356 (dos 423 deputados) apoiaram a sua nomeação. Ele também foi o único candidato para ser presidente do parlamento.

### Primeiro-ministro da Ucrânia
Com a desaprovação popular e alegações de corrupção cercando o seu governo, o primeiro-ministro Arseniy Yatsenyuk anunciou o 10 de abril de 2016 que ele planeava demitir. Depois de vários dias de debate parlamentário, o 14 de abril, Groysman foi escolhido por 257 contra 50 deputados para ser o décimo sexto primeiro-ministro da Ucrânia. Groysman, que tem trinta e oito anos, é o primeiro-ministro ucraniano mais jovem alguma vez eleito.

### Vida privada
Volodymyr Groysman está casado e tem duas filhas e um filho.
Groysman é um membro ativo da comunidade judaica na sua cidade Vinnytsia. Ele é o primeiro político judeu a ocupar os postos mais importantes da Ucrânia.
O avô de Groysman, Isaac, conseguiu sobreviver ao Holocausto quando quase ia morrer numa fossa comum pelas tropas nazistas.

## Condecorações
Volodymyr Groysman foi agraciado com as seguintes condecorações:
- Ordem do Mérito do 2º grau
- Ordem do Mérito do 3º grau
- Cavaleiro Cruz da Ordem do Mérito da República da Polónia